# Département de Tehuelches
Le département de Tehuelches est un des 15 départements de la province de Chubut, en Argentine. Son chef-lieu est la ville de José de San Martín.
Le département a une superficie de 14 750 km2.

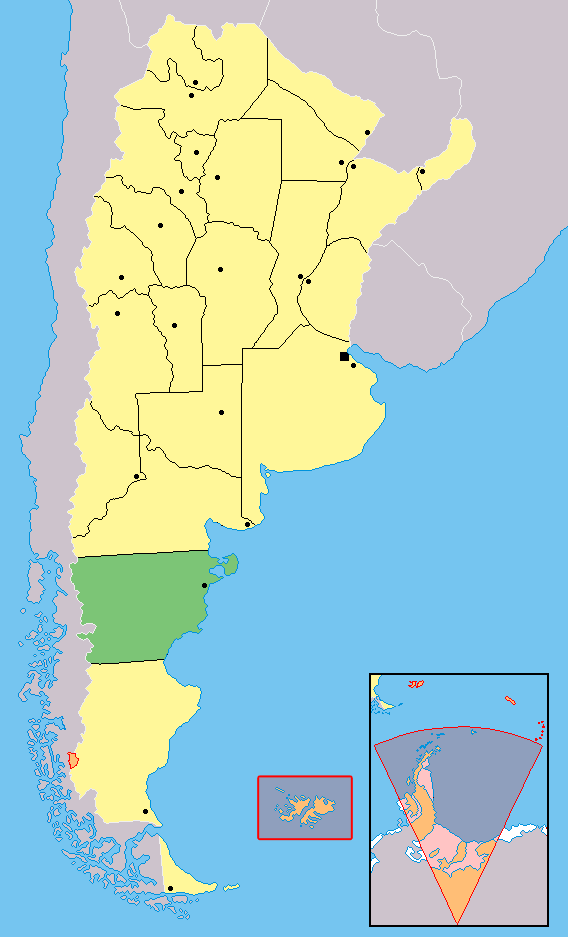
Localisation de la province de Chubut.

Le lac Vintter y est situé.

## Population
Sa population était de 5 159 habitants, selon le recensement de 2001. Selon les résultats provisoires du recensement de 2010 publiés par l'INDEC argentin, en 2010, il avait 5 361 habitants.

## Villes et localités
- Alto Río Pico
- Gobernador Costa
- José de San Martín
- Nueva Lubecka
- Río Pico